# U sầu sau quan hệ tình dục
U sầu sau quan hệ tình dục (post-coital tristesse:PCT) hay mất tinh thần sau quan hệ (post-coital dysphoria:PCD) là cảm giác buồn bã, lo lắng, hoang mang hoặc hung hăng sau khi giao hợp. Tên xuất phát từ tiếng Latin mới postcoitalis và tiếng Pháp  tristesse, có nghĩa đen là "nỗi buồn" ("sadness"). Tình trạng này có thể kéo dài từ năm phút đến hai giờ.
Hiện tượng này được đề cập đến bởi thầy thuốc lừng danh Hy Lạp cổ Galen, từng viết, "Mọi động vật đều u sầu sau khi giao hợp, ngoại trừ phụ nữ và con gà trống nhà." Trong tác phẩm Tractatus de Intellectus Emendatione của nhà triết học Baruch Spinoza có đoạn: ''Sau khi hưởng thụ xong sự khoái lạc thì nỗi buồn lớn lại ập đến''. Trên đối tượng nữ giới, đã có một nghiên cứu khảo sát dịch tễ học về các triệu chứng tâm lý sau quan hệ được tiến hành ở những cặp song sinh nữ tại Vương quốc Anh.
PCT có sự khác biệt với giai đoạn trơ ì (khi cơ thể bị kích thích nhưng chưa kịp phản ứng để có được thêm một cơn cực khoái kế tiếp). Điểm khác, PCT chỉ xảy ra sau quan hệ, và có thể không có cực khoái, tác động của PCT chủ yếu lên mặt cảm xúc hơn là sinh lý cơ thể.  Để điều trị PCT cần một đơn thuốc ức chế tái hấp thu serotonin, như fluoxetine. Sau hai tuần điều trị, bệnh nhân cảm thấy, " dễ chịu hơn sau quan hệ và không có sự u sầu nào diễn ra sau đó''
Một nghiên cứu báo cáo rằng gần một nửa số sinh viên nữ đại học có triệu chứng PCD ít nhất một lần trong đời. Nghiên cứu cũng cho thấy dường như không có mối tương quan giữa PCD và sự gần gũi trong các mối quan hệ mật thiết.
Một nghiên cứu khác trên 1208 đối tượng nam giới, cho thấy 40% trong số họ đã từng trải qua PCD một lần trong đời và 20% được báo cáo đã trãi qua PCD vào bốn tuần trước nghiên cứu. Trong khi đó 3-4% đối tượng có triệu chứng PCD xảy ra thường xuyên. Kết quả nghiên cứu cũng chỉ ra PCD ở nam giới có liên quan đến tình trạng đau khổ về mặt tâm lý ở thời điểm hiện tại, lạm dụng tình dục trong thời thơ ấu, và một số rối loạn chức năng tình dục..